# Zlata Filipović
Zlata Filipović (Sarajevo, 3 de dezembro de 1980) é a autora do livro O Diário de Zlata, no qual conta os horrores que presenciou durante a guerra em Sarajevo, de 1992 a 1995

## Biografia
Durante a infância em Sarajevo, Zlata, filha única de Malik e Alica Filipovic (advogado e engenheira química, respectivamente), costumava ter aulas de piano e canto no coral, gostava de jogar tênis durante o verão e praticar esqui durante o inverno.
Ao contrário de muitos amigos e familiares que deixaram Sarajevo com a chegada da guerra, em 1992, Zlata e os seus pais tomaram a decisão de ficar juntos. O modo de vida tornou-se primitivo, sem água, eletricidade nem gasolina, e os suprimentos de comida eram extremamente limitados. Na época, a UNICEF estava pedindo às crianças que tivessem mantidos diários durante a guerra para que mostrassem seu trabalho. Através da escola de Zlata, seu diário foi descoberto e selecionado para publicação em 1993. Quase imeditamente, o diário recebeu enorme publicidade e Zlata foi proclamada a "Anne Frank de Sarajevo", um título que sempre a deixou desconfortável, porque, diferentemente de Anne, ela teve a sorte de sobreviver. Zlata e sua família refugiaram-se em Paris em dezembro de 1993. Após passar uma temporada na Inglaterra, transferiram-se para Dublin, na Irlanda.
Em 2001, Zlata obteve bacharelado em ciência humanas pela Universidade de Oxford, e em 2004, mestrado na área de saúde pública em estudos da paz internacional pelo Trinity College, em Dublin. Foi convidada por diversas escolas e universidades em todo o mundo para falar sobre sua experiência, e já trabalhou em diversas ocasiões com diferentes organizações, como a Casa Anne Frank, a ONU e a UNICEF, além de ter sido três vezes jurada do Prêmio de Literatura para Crianças e Jovens em nome da Tolerância, da UNESCO.
Em 2008 publicou Vozes Roubadas - Diários de Guerra, para cuja divulgação esteve no Brasil. Cinco anos depois, regressou ao Brasil, dessa vez a convite do primeiro festival Pauliceia Literária.